# Sistranser Bach
Der Sistranser Bach entspringt nahe der Sistranser Alm in 1.400 – 1.600 Metern Seehöhe. Er setzt sich aus insgesamt fünf nahezu gleich großen Quellbächen zusammen, die auf der Landkarte wie ein Fächer aussehen. Er fließt von Süden nach Norden und durchfließt dabei die Orte Sistrans, Aldrans und die Stadt Innsbruck. 
Bei Schloss Ambras teilt sich der Bach in zwei Arme. Der Seitenarm fließt in den Schlosspark. Beim Schlossfall stürzt das Wasser aus ca. 20 Metern Höhe in die Tiefe und bildet damit einer der interessantesten Blickfänge des Gewässers. 
Der Hauptarm fließt entlang der Schlossmauer und mündet schließlich im Innsbrucker Stadtteil Amras von rechter Seite in den Lanser Bach. Er erreicht eine Länge von ca. 6 km. 